# Kanal 16

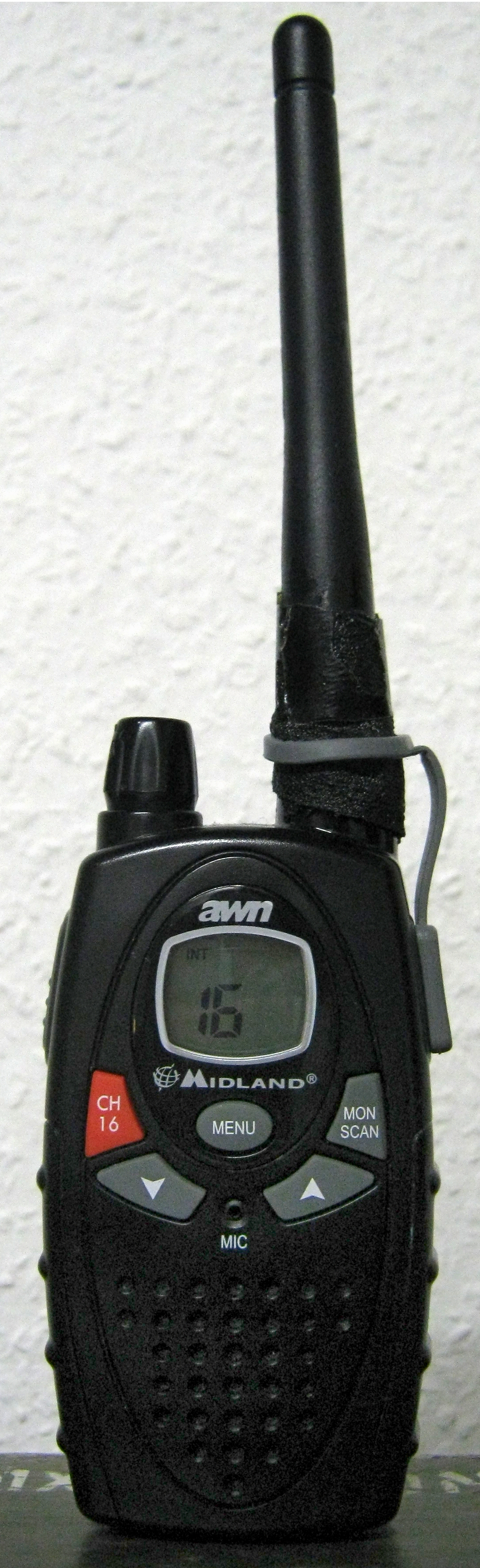
En bärbar VHF-telefon. Notera den röda knappen för val av kanal 16. Andra kanaler väljs vanligen med ratt eller piltangenter.

Kanal 16 är den internationella anrops- och nödfrekvensen (156,8 MHz) för marin VHF. Kanalen används för att ta kontakt mellan fartyg  eller mellan fartyg och kustradiostation för vanlig kommunikation samt – i synnerhet – för nödmeddelanden (mayday), ilmeddelanden (pan-pan) och varnings- och säkerhetsmeddelanden (securité). Ifråga om nödmeddelanden används kanalen också för den efterföljande kommunikationen. Kanalen passas dygnet runt av alla kustradiostationer och sjöräddningsfartyg samt de flesta båtar och fartyg med VHF-telefon. Även handelsfartyg till sjöss är skyldiga att passa kanal 16.
Samtal som inte är av nöd- eller varningskaraktär bör inte använda frekvensen annat än för själva anropet (eller mycket korta meddelanden). Väderprognoser, navigationsvarningar och liknande utannonseras på kanal 16 men läses upp på andra kanaler. Då nödmeddelande hörts får frekvensen inte användas till annat än nödkommunikationen. En stor del av materialet som behövs för ett VHF-certifikat handlar om hur nödtrafiken skall skötas.
Innan DSC etablerades för nödanrop hölls regelbunden radiotystnad på kanal 16, några minuter efter jämnt och halvt klockslag, för att också svaga nödanrop skulle kunna uppfattas. Detta rekommenderas fortfarande i en del vatten.
För att undvika störningar på kanal 16 finns begränsningar på de närliggande kanalerna 75 och 76 (156,775 respektive 156,825 MHz).

## Anrop
Vid normala förhållanden använder man traditionellt kanal 16 för att få kontakt med andra fartyg. Då fartyget svarar anger man en annan (för tillfället ledig) kanal som samtalet skall föras på och båda byter till denna kanal, varvid kanal 16 är fri för andra anrop. Eftersom alla fartyg i närheten lyssnar på kanalen kan man anropa också okända fartyg: "Röd segelbåt söder om Gustaf Dalén, här är Amorella".
I synnerhet där radiotrafiken är livlig kan det rekommenderas att andra kanaler används för anrop, till exempel användes förut L2 (155,525 MHz) för anrop mellan fritidsbåtar i Norden och kustradiostationer kan ofta anropas på sina arbetsfrekvenser. Också enskilda fartyg kan komma överens om att sinsemellan använda en viss kanal för anrop. Bestämmelserna och rekommendationerna skiljer sig mellan olika länder.
Nuförtiden kan kanal 70 användas för att med digitalt selektivanrop (DSC) innehållande det andra fartygets sjöradionummer kontakta ett visst (eller alla) fartyg. Därmed har behovet att passa kanal 16 minskat. Båtar som inte sänder AIS-information eller som saknar DSC måste dock fortfarande i allmänhet kontaktas på kanal 16. Båtar som saknar AIS-mottagare eller DSC måste också i regel använda kanal 16 för att kontakta andra (vilket förutsätter att motparten passar den).